# Воскресеновка (Сахалінська область)
Воскресеновка (рос. Воскресеновка) — село у Тимовському міському окрузі Сахалінської області Російської Федерації.
Населення становить 716 осіб (2013).

## Історія
Від 1963 року належить до Тимовського міського округу Сахалінської області.

## Населення
| 2002 | 2010 | 2013 |
| ---- | ---- | ---- |
| 820  | ↘753 | ↘716 |